# Erymella
Erymella là một chi bướm đêm thuộc họ Noctuidae.